# Dyspersja fali
Dyspersja fali – zależność prędkości fazowej i grupowej fali od jej częstotliwości. Ośrodki, w których to zjawisko zachodzi, nazywa się dyspersyjnymi, a pozostałe – niedyspersyjnymi.
W ośrodku dyspersyjnym fale o różnej częstotliwości rozchodzą się z różną prędkością; oznacza to, że prędkość rozchodzenia się odpowiedniego sygnału, zwana prędkością grupową, jest inna niż prędkość rozchodzenia się fazy fali (prędkość fazowa) i także zależy od częstotliwości.
Dyspersja jest nazywana:
- normalną, gdy współczynnik załamania w sposób ciągły zmniejsza się wraz ze wzrostem długości fali; innymi słowy: fale dłuższe są zawsze szybsze;
- anomalną, gdy dla pewnych zakresów długości fal współczynnik załamania rośnie przy wzroście długości fali. Tak bywa, gdy materiał wykazuje selektywną absorpcję[potrzebny przypis].

Dyspersja jest zjawiskiem powszechnym: ulegają jej prawie wszystkie rodzaje fal w bardzo wielu ośrodkach.

## Dyspersja fal elektromagnetycznych
Dyspersji ulega fala elektromagnetyczna, w tym światło. Światło, rozchodząc się w ośrodku materialnym, może ulec rozszczepieniu na fale o różnej częstotliwości. Z tego powodu zjawisko rozszczepienia światła nazywane jest dyspersją, choć zjawisko dyspersji fal jest zjawiskiem ogólniejszym.

## Dyspersja fal na wodzie

Rozchodzenie się fali modulowanej nieulegającej dyspersji

Falami ulegającymi dyspersji są też fale na wodzie. Fale te mają większą prędkość, gdy poruszają się na głębszej wodzie, a mniejszą na płytszej – w wyniku tego zachodzą następujące zjawiska:
- czoło fali przy brzegu jest prawie równoległe do brzegu, a kierunek ruchu fali jest do brzegu prostopadły;
- gdy fala przechodzi na płytką wodę, to:
  - odległość między kolejnymi grzbietami fali (długość fali) zmniejsza się;
  - fala zmienia kierunek ruchu;
  - rośnie wysokość fali, czyli jej amplituda.
- gdy fala znajdzie się na jeszcze płytszej wodzie, to:
  - wysokość fali jest porównywalna z głębokością wody,
  - grzbiet porusza się szybciej niż dolina,
  - na fali tworzą się „bałwany”.

Z fizycznego punktu widzenia oznacza to, że przestaje obowiązywać zasada superpozycji fal i fala przestaje być falą harmoniczną.

Rozchodzenie się fali modulowanej ulegającej dyspersji jak fala na wodzie (punkt czerwony porusza się z prędkością fazową, a zielony z grupową)

## Dyspersja fal w światłowodzie
Dyspersją nazywa się także zależność prędkości rozchodzenia się fali od innych czynników, na przykład w światłowodzie.
Zjawisko dyspersji w światłowodach (zależność współczynnika załamania ośrodka od częstości fali) jest bardzo małe, lecz ma istotny wpływ na rozchodzenie się impulsów ze względu na duże odległości ich przesyłania (wpływ dyspersji kumuluje się wraz z drogą propagacji) i stosowanie coraz krótszych czasów emisji impulsów (widmo impulsów jest tym szersze, im krótszy jest impuls).